# Institut supérieur d'art dramatique de Tunis
L'Institut supérieur d'art dramatique de Tunis (arabe : المعهد العالي للفن المسرحي) est un établissement universitaire tunisien fondé en 1982. Il est l'héritier de l'École du théâtre arabe (fondée en 1951) et du Centre d'art dramatique.
Selon l'institut, la quasi-totalité des personnalités tunisiennes du théâtre et des arts dramatiques en sont issus.

## Diplômes

### Nouveau régime LMD
- Licence fondamentale de théâtre et des arts dramatiques :
  - Spécialité arts du comédien ;
  - Spécialité théâtre jeune public ;
- Licence appliquée en théâtre et arts du spectacle : spécialité arts de la marionnette ;
- Licence appliquée en techniques du théâtre et des arts du spectacle :
  - Spécialité éclairage ;
  - Spécialité son ;
- Licence appliquée en gestion de la production dramatique ;
- Master LMD : spécialité théâtre[1].

### Ancien régime
- Master en sciences culturelles : spécialité théâtre et arts du spectacle ;
- Doctorat en sciences culturelles : spécialité théâtre et arts du spectacle[1].

## Enseignants et alumni célèbres
- Rochdi Belgasmi
- Atef Ben Hassine
- Abdelmonem Chouayet
- Helmi Dridi
- Fethi Haddaoui
- Ahmed Hafiane
- Fares Landoulsi
- Radhouane El Meddeb
- Farès Naânaâ
- Youssef Sidaoui
- Rabiàa Tlili